# The Music
The Music war eine Britpop-Band aus Leeds, die in ihrem Musikstil auch Alternative-Rock- und Indie-Pop-Elemente verwendete.

## Geschichte
Gegründet wurde die Band 1999 an der Brigshaw-Highschool von Robert Harvey (Gesang, Gitarre), Adam Nutter (Lead-Gitarre), Stuart Coleman (Bass) und Phil Jordan (Schlagzeug). 2001 veröffentlichte die Band ihr Lied Take the Long Road and Walk It als Single, die von Fierce Panda auf 1000 limitiert-gepressten Platten produziert wurde. NME und Steve Lamacq bezeichneten die Band zu dieser Zeit als beste Band des Genres, obwohl sie noch keinen Plattenvertrag unterschrieben hatten.
Kurze Zeit später unterschrieb die Band einen Vertrag bei Hut Records, wo sie ihre erste EP, die You Might as Well Try to Fuck Me heißt, produzierten.
Ein Jahr später folgte die zweite EP The People, welche den 14. Platz der britischen Singlecharts erreichte. Das Album erreichte im selben Jahr den 4. Platz der britischen Albumcharts. Die anderen beiden Single-Auskopplungen, Getaway und The Truth is No Words erreichten den 24. und den 18. Platz der Singlecharts.
2003 nahm die Band am Glastonbury Festival teil.
Im Herbst 2004 veröffentlichte die Band ihr zweites Album Welcome to the North gemeinsam mit ihrer Single Freedom Fighters, bevor sie mit Incubus auf Tour gingen. 2005 nahmen sie am V Festival teil. 2007 unterschrieb die Band einen Plattenvertrag bei Polydor, bei der sie 2008 ihr drittes Album Strength in Numbers veröffentlichte.
Im Jahr 2011 gab die Band auf ihrer Website bekannt, dass die Zeit für die Bandmitglieder gekommen ist, um sich musikalisch neu zu orientieren und das Kapitel The Music zu beenden. Vor der endgültigen Auflösung der Band spielten The Music eine Abschiedstour, die am 6. August 2011 in der O2-Academy in Leeds mit dem letzten Konzert in der Geschichte der Band ihr Ende fand.

## Diskografie

### Studioalben
| Jahr | Titel                | Höchstplatzierung, Gesamtwochen, AuszeichnungChartplatzierungen (Jahr, Titel, Platzierungen, Wochen, Auszeichnungen, Anmerkungen) | Höchstplatzierung, Gesamtwochen, AuszeichnungChartplatzierungen (Jahr, Titel, Platzierungen, Wochen, Auszeichnungen, Anmerkungen) | Anmerkungen                              |
| Jahr | Titel                | UK | US | Anmerkungen                              |
| ---- | -------------------- | --- | --- | ---------------------------------------- |
| 2002 | The Music            | UK4 Gold · (13 Wo.)UK | US128 (2 Wo.)US | Erstveröffentlichung: 2. September 2002  |
| 2004 | Welcome to the North | UK8 Gold · (6 Wo.)UK | — | Erstveröffentlichung: 20. September 2004 |
| 2008 | Strength in Numbers  | UK19 (2 Wo.)UK | — | Erstveröffentlichung: 16. Juni 2008      |

Weitere Alben
- 2003: Live at the Blank Canvas
- 2005: Welcome to Japan
- 2011: The Last Dance: Live
- 2011: Singles and EPs: 2001–2005

### Singles
| Jahr | Titel Album                              | Höchstplatzierung, Gesamtwochen, AuszeichnungChartsChartplatzierungen (Jahr, Titel, Album, Platzierungen, Wochen, Auszeichnungen, Anmerkungen) | Anmerkungen                             |
| Jahr | Titel Album                              | UK | Anmerkungen                             |
| ---- | ---------------------------------------- | --- | --------------------------------------- |
| 2001 | Take the Long Road and Walk It The Music | UK14 (5 Wo.)UK | Erstveröffentlichung: Mai 2001          |
| 2002 | Getaway The Music                        | UK26 (2 Wo.)UK | Erstveröffentlichung: November 2002     |
| 2003 | The Truth Is No Words The Music          | UK18 (2 Wo.)UK | Erstveröffentlichung: Februar 2003      |
| 2004 | Freedom Fighters Welcome to the North    | UK15 (7 Wo.)UK | Erstveröffentlichung: 6. September 2004 |
| 2005 | Breakin’ Welcome to the North            | UK20 (4 Wo.)UK | Erstveröffentlichung: 10. Januar 2005   |
| 2008 | Strength in Numbers                      | UK38 (2 Wo.)UK | Erstveröffentlichung: 9. Juni 2008      |

## Auszeichnungen für Musikverkäufe
| Goldene Schallplatte - Australien - 2003: für das Album The Music |

Anmerkung: Auszeichnungen in Ländern aus den Charttabellen bzw. Chartboxen sind in ebendiesen zu finden.
| Land/RegionAuszeichnungen für Musikverkäufe (Land/Region, Auszeichnungen, Verkäufe, Quellen) | Gold     | Platin | Verkäufe | Quellen     |
| -------------------------------------------------------------------------------------------- | -------- | ------ | -------- | ----------- |
| Australien (ARIA)                                                                            | Gold1    | —      | 35.000   | aria.com.au |
| Vereinigtes Königreich (BPI)                                                                 | 2× Gold2 | —      | 200.000  | bpi.co.uk   |
| Insgesamt                                                                                    | 3× Gold3 | —      |          |             |